# 守口市立よつば小学校
守口市立よつば小学校（もりぐちしりつ よつばしょうがっこう）は、大阪府守口市大久保町にある公立小学校。

## 沿革
- 2016年4月1日 - 守口市立東小学校及び守口市立大久保小学校を統合して開校。

## 通学区域
- 大久保町2丁目、4丁目、5丁目、藤田町2丁目、3丁目、4丁目、5丁目、6丁目、東町1丁目、2丁目[1]

※卒業後は守口市立大久保中学校に進学する。